# Stan Borys
Stan Borys, właśc. Stanisław Guzek (ur. 3 września 1941 w Załężu) – polski muzyk, piosenkarz, kompozytor, aktor i poeta.

## Życiorys
Pochodzi z niezamożnej rodziny; jego ojciec był kolejarzem. Miał siostrę Zofię (zm. 2022 w wieku 90 lat).
Był uczniem różnych szkół, m.in. technikum rolniczego (TMR Łańcut) i budowlanego, a maturę zdał eksternistycznie. Uczył się grać na skrzypcach, klarnecie i gitarze. W okresie licealnym uczęszczał do Wojewódzkiego Domu Kultury w Rzeszowie, gdzie zainteresował się poezją i teatrem. W tym okresie brał udział w ogólnopolskich konkursach recytatorskich. Po opuszczeniu domu rodzinnego imał się wielu prac zarobkowych, m.in. zakładał piorunochrony, pracował jako meliorator, górnik, robotnik budowlany, zegarmistrz i goniec.
Profesjonalną działalność artystyczną rozpoczął w 1958. Zaczynał od pracy rekwizytora w Teatrze im. Wandy Siemaszkowej w Rzeszowie, gdzie był też statystą w kilku spektaklach i zagrał epizodyczną rolę w sztuce Ryszard II. W latach 60. założył teatr poezji „Symbol”. W 1965 zadebiutował jako poeta, a jego utwory opublikowano w „Nowinach Rzeszowskich”. Otrzymał też nagrodę w Turnieju Jednego Wiersza.
Również w 1965 zainteresował się śpiewem, jego inspiracją był m.in. Tommy Steele. W tym samym roku nawiązał współpracę z Tadeuszem Nalepą, z którym założył zespół Blackout. Po dwóch latach odszedł z zespołu i przeszedł do formacji Bizony, z którą również współpracował dwa lata. W 1968 razem z zespołem zajął drugie miejsce na Ogólnopolskim Przeglądzie Zespołów Estradowych w Olsztynie, a solowo – za wykonanie utworu „To ziemia” – otrzymał nagrodę prasy na 6. Krajowym Festiwalu Piosenki Polskiej w Opolu.
W 1969 rozpoczął karierę solową i swój pierwszy album. W 1971 wystąpił na Festiwalu Piosenki „Bratysławska Lira” w Bratysławie oraz, za wykonanie utworów „Ikona” i „Kvrie”, otrzymał statuetkę Brązowego Gronostaja na Międzynarodowym Festiwalu Varietées w Rennes oraz wystąpił gościnnie w filmie Uciec jak najbliżej (1972). W 1972 zajął trzecie miejsce ex aequo z Urszulą Sipińską i Haliną Frąckowiak oraz otrzymał nagrodę prasy za najlepszą interpretację piosenki na Young European Song Festival w Ostendzie, a także zajął drugie miejsce i nagrodę za interpretację piosenki „Wierzę drzewom” na Song Olimpiad w Atenach. W 1973 za wykonanie utworu „Jaskółka uwięziona” otrzymał nagrodę dziennikarzy na 11. Krajowym Festiwalu Piosenki Polskiej w Opolu. W tym samym roku za wykonanie „Jaskółki…” zajął pierwsze miejsce za interpretację piosenki polskiej na 13. Międzynarodowym Festiwalu Piosenki w Sopocie, a także otrzymał nagrodę publiczności i jury (za interpretację utworu „Lost Love”) w Międzynarodowym Konkursie Piosenki w Castlebar oraz otrzymał wyróżnienie na festiwalu „Onda Nueva” w Caracas. W sezonie 1974/1975 występował w Teatrze Syrena w Warszawie. W maju 1975 premierę miało oratorium Katarzyny Gärtner i Ernesta Brylla Zagrajcie nam dzisiaj wszystkie srebrne dzwony, w którym wystąpił Borys. W 1976 wydał nagrany w duecie z Marylą Rodowicz singel „Dziś prawdziwych Cyganów już nie ma”. Po odejściu z Teatru Syrena wyjechał z kraju i mieszkał w USA i Kanadzie. Dorabiał na obczyźnie, pracując jako taksówkarz. W 1981 zaśpiewał na uroczystościach żałobnych Krzysztofa Klenczona w Chicago.
W 2001 przetworzony fragment jego utworu „Chmurami zatańczy sen” został wykorzystany w refrenie piosenki „Głucha noc” rapera Pei. Borys oskarżył rapera o kradzież własności intelektualnej. 1 września 2011 doszło do zawarcia ugody i wygłoszenia wspólnego oświadczenia, w którym zaznaczono, że to nie Peja umyślnie użył bez zgody autora fragmentu tekstu piosenki „Chmurami zatańczy sen”, wskazując, że raper poprosił swojego wydawcę o dopilnowanie formalności w związku z użyciem tekstu i poinformowania o tym Borysa.

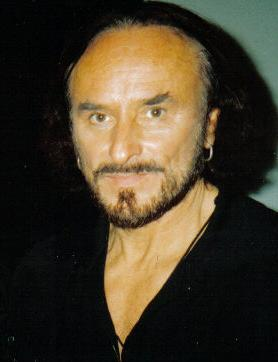
Borys (2007)

W 2004 był gwiazdą festiwalu muzycznego w Syracuse. W 2006 zaczął występować z zespołem Imię Jego 44 z Wrocławia, a 5 listopada 2006 w Filharmonii w Rzeszowie obchodził 45-lecie pracy artystycznej. We wrześniu 2009 ukazał się zbiór jego wierszy o tytule Co jest urokiem tego życia. W 2014 wystąpił z utworem „Jaskółka uwięziona” w koncercie „25 lat! Wolność kocham i rozumiem” podczas 51. KFPP w Opolu. Piosenkę wykonał także w trakcie 54. edycji festiwalu w 2017.

## Życie prywatne
Trzykrotnie żonaty, z żoną Ewą ma córkę Patrycję, jego żoną była też m.in. Agata Pilitowska. Od 2009 pozostaje w nieformalnym związku z Anną Maleady. W latach 1975–2004 mieszkał za granicą (w Chicago, Toronto i Las Vegas); od marca 2020 mieszka w USA.
W lutym 2019 przeszedł rozległy udar mózgu, po którym został częściowo sparaliżowany. W październiku 2021 przeszedł zawał serca.
Wyznaje taoizm. Od lat nastoletnich, zafascynowany kulturą hinduską, praktykuje jogę.
7 października 2023 Uczelnia Łukaszewski w Warszawie nadała Stanowi Borysowi honorowy tytuł Profesora.

## Dyskografia
Opracowano na podstawie materiału źródłowego.

### Albumy
- 1967 Blackout (Blackout)
- 1969 To ziemia (Bizony)
- 1970 Krzyczę przez sen
- 1971 Naga (Niebiesko-Czarni)
- 1972 Piosenki z filmu „Uciec jak najbliżej”
- 1974 Stan Borys
- 1974 Szukam przyjaciela
- 1988 Piszę pamiętnik artysty - hańba temu, kto o tym źle myśli! Wiersze C.K. Norwida
- 1996 Niczyj
- 1998 Portret
- 2007 Znieczulica (Imię Jego 44)
- 2014 Ikona

### Kompilacje
- The Best of Stan Borys (1991)
- Złote przeboje (Platynowa kolekcja) (2000)
- Idę drogą nieznaną (Złota kolekcja) (2002)
- Jaskółka uwięziona (Perły polskie) (2003)
- Spacer dziką plażą (The Best) (2005)
- Gwiazdy polskiej piosenki (2008)

## Filmografia
- Uciec jak najbliżej (1972)
- Historia polskiego rocka (2008)

## Ordery i odznaczenia
- Krzyż Kawalerski Orderu Odrodzenia Polski (nadanie 2016[26]; wręczenie 2017[27])
- Złoty Krzyż Zasługi (2006)[28]
- Złoty Medal „Zasłużony Kulturze Gloria Artis” (2011)[29]
- Srebrny Medal „Zasłużony Kulturze Gloria Artis” (2006)[29]
- Odznaka honorowa „Zasłużony dla Województwa Podkarpackiego”[30]

## Nagrody
- 1968 – nagroda Srebrnego Kormorana (drugie miejsce) za program z zespołem Bizony na Ogólnopolskim Przeglądzie Zespołów Estradowych w Olsztynie
- 1968 – nagroda prasy na 6. KFPP w Opolu (za piosenkę „To ziemia”)
- 1971 – Brązowy Gronostaj na Międzynarodowym Festiwalu Varietées w Rennes („Ikona” i „Kvrie”)
- 1972 – Złoty Apollin za zajęcie drugiego miejsca na Olimpiadzie Piosenki w Atenach i pierwsza nagroda za interpretację piosenki („Wierzę drzewom”)
- 1972 – nagroda prasy na Young European Song Festival w Ostendzie
- 1973 – nagroda dziennikarzy na 11. KFPP w Opolu („Jaskółka uwięziona”)
- Bursztynowy Słowik na Międzynarodowym Festiwalu Piosenki w Sopocie („Jaskółka uwięziona”)
- 1973 – nagroda publiczności i nagroda jury za interpretację piosenki („Lost Love”) w Międzynarodowym Konkursie Piosenki w Castlebar
- 1973 – wyróżnienie na Festiwalu „Onda Nueva” w Caracas
- 2015 – Honorowy Złoty Mikrofon za „romantyczną duszę niestrudzonego krzewiciela polskiej poezji, twórcze poszukiwania oraz wielką przyjaźń z Polskim Radiem, obecną w jego słowach i muzyce”[31][32]
- 2021 – nagroda specjalna ZAiKS-u[33]

Źródło:.